# Hypnotic Brass Ensemble

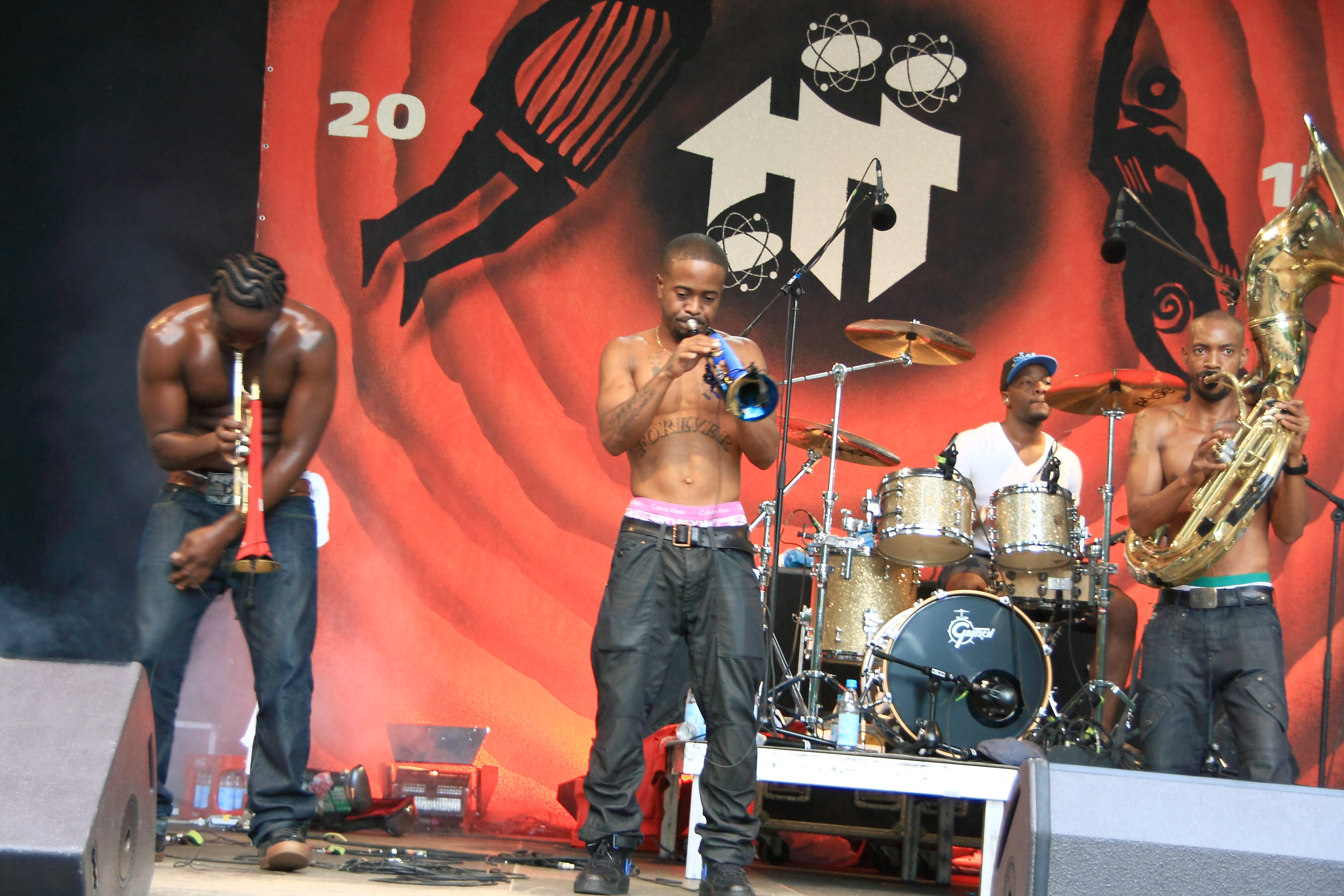
Hypnotic Brass Ensemble (2012)

Hypnotic Brass Ensemble är ett amerikanskt, Chicagobaserat brassband med nio medlemmar, varav åtta söner till jazzmusikern Phil Cohran.
Bröderna började som en gatuorkester, innan de gick in i studion 2004. De har framträtt tillsammans med Mos Def, Aquilla Sadalla, Phil Cohran, och vid North Sea Jazz Festival. I slutet av 2007 spelade de in tillsammans med Erykah Badu och Maxwell. De medverkade även på två låtar på Gorillaz tredje studioalbum, Plastic Beach.

## Medlemmar
- Gabriel Hubert ("Hudah") - trumpet
- Saiph Graves ("Cid") - trombon
- Tycho Cohran ("LT") - sousafon
- Amal Baji Hubert ("Baji" eller "June Body") - trumpet
- Jafar Baji Graves ("Yosh") - trumpet
- Seba Graves ("Clef") - trombon
- Tarik Graves ("Smoov") - trumpet
- Christopher Anderson ("360") - trummor
- Uttama Hubert ("Rocco") - baryton

## Diskografi
| År   | Titel                                                          | Skivbolag                         | Format    |
| ---- | -------------------------------------------------------------- | --------------------------------- | --------- |
| 2004 | Flipside (aka Hypnotic Orange)                                 | Självsläppt                       | CD-R      |
| 2005 | Jupiter (aka Hypnotic Green)                                   | Självsläppt                       | CD-R      |
| 2006 | Jupiter b/w Balicky Bon                                        | Pantone                           | 10" vinyl |
| 2007 | War b/w Mercury                                                | Pantone                           | 10" vinyl |
| 2007 | New York City Live                                             | Självsläppt                       | CD-R      |
| 2007 | Brass in Africa b/w Brass in Africa (Bulljun Remix)            | Handcuts                          | 7" vinyl  |
| 2007 | Sankofa (split med Salah Ragab och the Afro-Egyptian Ensemble) | Honest Jon's                      | 12" vinyl |
| 2008 | The Brothas                                                    | released by Pheelco Entertainment | CD-R      |
| 2009 | Alyo b/w Flipside                                              | Honest Jon's                      | 10" vinyl |
| 2009 | Hypnotic Brass Ensemble                                        | Honest Jon's                      | CD        |

### Artikelursprung
Den här artikeln är helt eller delvis baserad på material från engelskspråkiga Wikipedia, tidigare version.